# Заслужений вчитель Республіки Білорусь
«Заслужений вчитель Республіки Білорусь» — почесне звання.

## Порядок присвоєння
Присвоєння почесних звань Республіки Білорусь здійснює Президент Республіки Білорусь. Рішення щодо присвоєння 
державних нагород оформляються указами Президента Республіки Білорусь. Державні нагороди,в тому числі
почесні звання, вручає Президент Республіки Білорусь або інші службовці за його вказівкою. Присвоєння почесних 
звань РБ відбувається в урочистій атмосфері. Державна нагорода РБ вручається нагородженому особисто. У випадку
присвоєння почесного звання РБ з вручення державної нагороди видається посвідчення.
Особам, удостоєнних почесних звань РБ, вручають нагрудний знак.
Почесне звання «Заслужений вчитель Республіки Білорусь» присвоюється високо професійним вчителям, викладачам, вихователям і іншим працівникам дошкільних установ, загальноосвітніх установ всіх видів, установ позашкільного
виховання та навчання, які забезпечують отримання професійно-технічної та середньої спеціальної освіти, дитячих
будинків, які працюють за спеціальність п'ятнадцять і більше років, за заслуги в педагогічній та виховній діяльності, яка забезпечує отримання учнями та вихованцями глибоких знань, розвиток та вдосконалення їх творчого потенціалу.